# كارل جوزيف
كارل جوزيف (بالإنجليزية: Karl Joseph)‏ هو لاعب كرة قدم أمريكية أمريكي، ولد في 8 سبتمبر 1993 في أورلاندو في الولايات المتحدة.

## وصلات خارجية
- كارل جوزيف على موقع إي إس بي إن.كوم (أن.أف.أل)3
- كارل جوزيف على موقع مرجع كرة القدم المحترفة.كوم (الإنجليزية)